# Tři povídky
Triptych Tři povídky (francouzsky Trois Contes) je kniha Gustava Flauberta, poprvé vydaná v roce 1877. Skládá se ze tří povídek seřazených tak, aby představovaly postupnou cestu do hlubší minulosti: „Prosté srdce“ ukazuje maloměstský život ve Francii 19. století, „Legenda o svatém Juliánu Pohostinném“ je zasazena do středověku a biblický příběh „Herodias“ se odehrává ve starověké Judeji v Ježíšově době. Tři povídky byly posledním dílem, které Flaubert dokončil, a jsou v něm přítomny všechny tři základní polohy, jež se v jeho díle uplatňovaly: mravoličný příběh (Paní Bovaryová, Citová výchova), život světce (Pokušení svatého Antonína) a vyprávění z dávnověku (Salambo).

## Prosté srdce
Prosté srdce (francouzsky Un cœur simple) vypráví životní příběh služebné Félicité (Blaženy). Její milý z mládí dá přednost bohatší ženě, aby se vyhnul vojně. Blažena odejde do města Pont-l'Évêque a přijme zaměstnání u vdovy Aubainové jako služka. Protože nemá žádnou rodinu, je věrná své paní a jejím dětem, i když jí samotné si nikdo příliš nevšímá. Svůj jednoduchý život naplňuje také návštěvami bohoslužeb. Pořídí si papouška jménem Loulou (Lulu) a později si ho nechá vycpat. V závěru svého života se jí obraz papouška prolne s představou Ducha svatého.

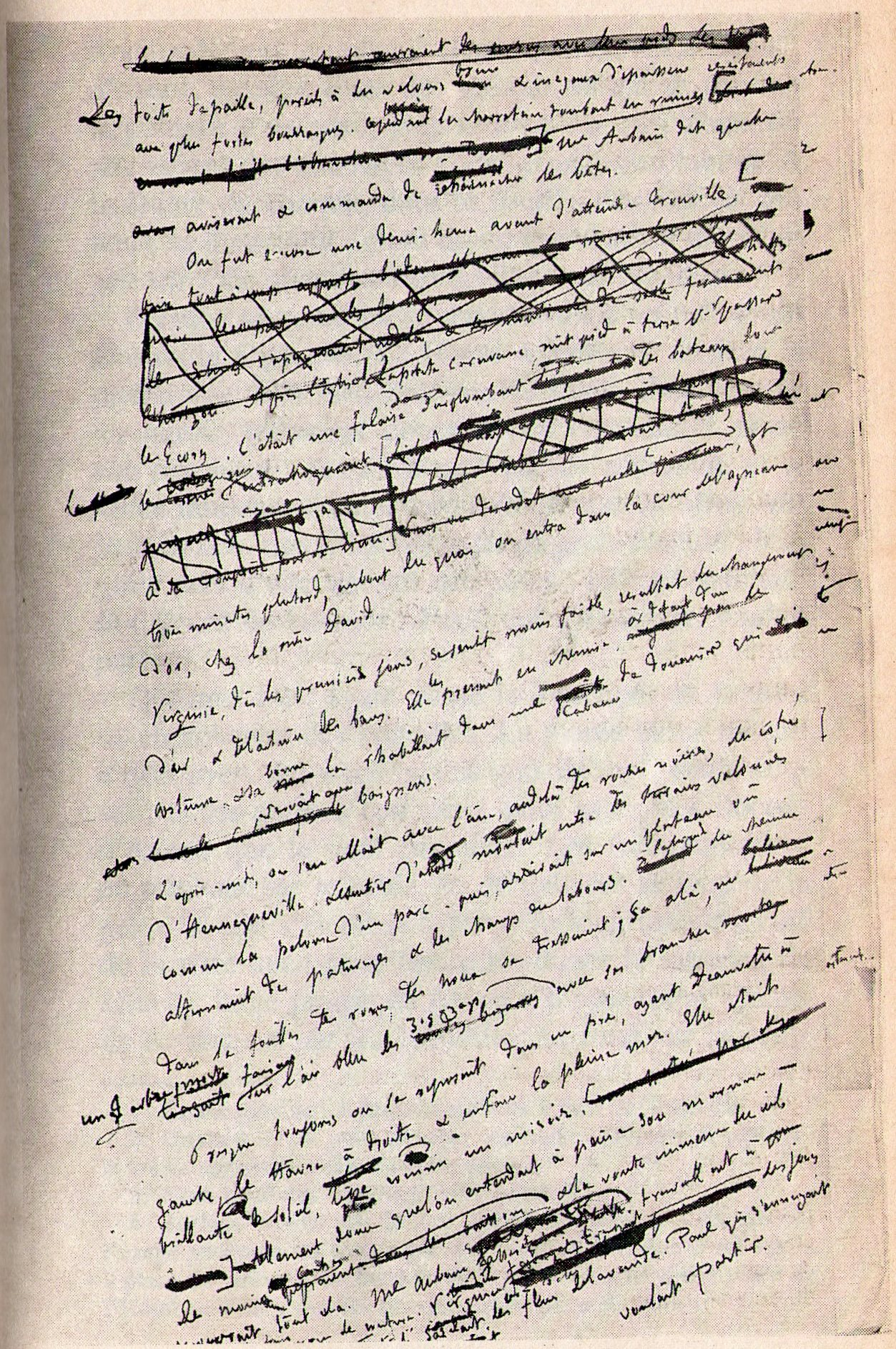
Stránka z rukopisu „Prostého srdce“

Povídku využil anglický postmoderní spisovatel Julian Barnes jako východisko pro román Flaubertův papoušek (1984). Hrdina, lékař Geoffrey Bradwaithe, se pokouší sestavit příběh Flaubertova života, ale zjišťuje, že nelze rozhodnout, co k Flaubertovi jako autorovi patří a co již nikoliv. Román tematizuje problém plurality významů a korespondence mezi slovy a skutečností. Bradwaithe nedokáže rozřešit ani nejbanálnější problém: který ze dvou vycpaných papoušků, nacházejících se v různých muzeích, byl skutečně předobrazem k napsání „Prostého srdce“.
Francouzský sémiotik a literární vědec Roland Barthes na příkladu „Prostého srdce“ vysvětluje pojem „efekt reálného“ ve stejnojmenném textu z roku 1968. Vybírá z Flaubertovy povídky pasáž, v níž je popisován sál, ve kterém stojí patronka Félicité, paní Aubainová, a text říká, že se „na starém pianě pod barometrem vršila pyramida krabic a kartonů“. Jedná se o konkrétní detail, který je důležitý ne tím, že by měl nějaký význam ve vyprávění, ale tím, že je vůbec přítomen, čímž se odkazuje pouze na reálno samotné.

## Legenda o svatém Juliánu Pohostinném
Legenda o svatém Juliánu Pohostinném (francouzsky La légende de Saint-Julien l'hospitalier) vypráví o mladém šlechtici z hradu uprostřed lesů. Poté, co během bohoslužby připraví o život myš, si oblíbí zabíjení, loví obrovské množství různé zvěře, a nakonec skolí také jelení rodinu. Jelen jej lidským hlasem prokleje a předpoví mu, že zahubí také své rodiče. Aby se Julián vyhnul svému osudu, opustí rodný hrad, putuje po kraji se skupinou dobrodruhů a vyhýbá se lovu. Časem se stane slavným vojevůdcem a dostane ruku císařovy dcery. Když jej přijdou navštívit jeho vlastní rodiče, nešťastnou náhodou je přece jen usmrtí. Po tomto skutku se vzdá majetku a odejde žít do chudé chýše. Když jej pak navštíví malomocný, dá mu bez váhání najíst a napít, pustí jej do vlastní postele a nakonec jej zahřeje teplem svého těla. Tak dosáhne svatosti, což mu bylo předpovězeno již v dětství.
Uvádí se, že inspirací pro napsání povídky byl obraz svatého Juliána na vitrajovém okně v rouenské katedrále. Benjamin F. Bart a Robert Francis Cook však identifikují celkem pět možných inspiračních zdrojů: kromě již zmíněné mozaiky v okně (a jejího popisu Eustachem-Hyacinthem Langloisem) je to život svatého Juliána ve Zlaté legendě mnicha Jacoba de Voragine, překlad tohoto díla do francouzštiny od Pierra Gustava Bruneta, starofrancouzská prozaická podoba legendy o Juliánovi, jejíž rukopis je uložen v Alençonu, a odlišná verze legendy, kterou zaznamenal Joseph Adrien Félix Lavallée ve své knize o lovu.

## Herodias
Herodias je převyprávěním příběhu o Herodiadě a stětí Jana Křtitele. Do Judeje přijíždí Vitellius, římský správce Sýrie, a probíhá bohatě popisovaná opulentní hostina. Herodiada pomocí intriky přiměje svého manžela Héróda, aby se zamiloval do její dcery Salome. Jejím prostřednictvím pak dosáhne popravy proroka Joachanana, hlásajícího příchod Mesiáše.
Nápad na text vnukla Flaubertovi plastika z 13. století na vlysu rouenské katedrály, kde je Salome zobrazena tančící na rukou. Povídka později byla inspirací dalším tvůrcům, zejména Oscaru Wildeovi pro napsání divadelní hry Salome (1891), v mnoha detailech Flaubertovo dílo připomínající. Rozdíl však spočívá v tom, že u Flauberta Herodiada zneužije svou dceru, která ani neví, jak se prorok, o jehož hlavu žádá, jmenuje, kdežto Wilde postavil Salome do popředí.

## Česká vydání
- Povídky Gustava Flauberta, Jan Otto, Praha 1894.
- Prosté srdce, Ženský list, Praha 1908, přeložila Marie Majerová.
- Legenda o svatém Julianu Hostiteli, Literární fond Kola spisovatelů, Habry 1914, přeložil Jiří Bureš.
- Julien, Herodias, Šimek, Praha 1922, přeložila Božena Pacáková-Pasovská.
- Herodias, Arno Sáňka, Brno 1924, přeložil Jaroslav Zaorálek.
- Legenda o svatém Juliánovi Pohostinném, Alois Dyk, Praha 1925, přeložil Josef Kopal.
- Prosté srdce, Jan Otto, Praha 1925?, přeložila Marie Majerová.
- Legenda o sv. Juliánu Pohostinném, samonáklad, Olomouc 1927, přeložil Otto František Babler.
- Herodias, Josef Hoker, Praha 1930, přeložila Božena Mašínová.
- Legenda o svatém Juliánovi Pohostinném, Vojtěch Hanč, Libštát 1930, přeložil Josef Zeman.
- Prosté srdce, Legenda o svatém Juliánu Pohostinném, Herodias, Otakar Štorch-Marien, Praha 1930, přeložila Marie Úlehlová-Tilschová, za redakce Otokara Šimka.
- Prosté srdce, Rodinná knihovna, Praha 1930, přeložil Josef Menzel.
- Prosté srdce, Československý spisovatel, Praha 1958, Vendulka Tůmová, doslov Josef Čermák.
- Legenda o svatém Juliánovi pohostinném, Josef Cipra, Kladno 1959, přeložil Josef Zeman.
- Tři povídky, Odeon, Praha 1975, přeložila Marie Kornelová (Prosté srdce a Legenda o svatém Juliánu Pohostinném) a Marie Bieblová (Herodias), doslov Jiří Pechar.

Podle seznamu překladů v disertační práci Jovanky Šotolové.